# Henry Hoare
Pour les articles homonymes, voir Hoare.
Ne doit pas être confondu avec Henry Hoare II.
Henry Hoare, né le 21 juillet 1677 à Londres où il est mort le 12 mars 1724, est un banquier et propriétaire terrien anglais. 

## Biographie
Il est le fils de Richard Hoare, le fondateur de la Hoare's Bank. Il est associé aux affaires dès août 1702. 
Avec son père, il devient commissaire pour la construction de 50 nouvelles églises à Londres en 1711. A la suite de la mort de son père en 1719, il dirige la banque avec son frère Benjamin et en 1720, lors du krach et la faillite de la Compagnie de la mer du Sud, réalise en spéculant un bénéfice de plus de 28 000 £ grâce à la crise. Il achète le domaine de Stourhead en 1717 mais meurt avant que la nouvelle maison y ait été entièrement achevée. 
En 1702, il a épousé Jane Benson dont il a trois enfants : 
- Jeanne (décédée en 1762)
- Henry Hoare II (1705–1785)
- Richard Hoare (1709–1754), lord-maire de Londres en 1745–1746